# Erythridula cruciformis
Erythridula cruciformis är en insektsart som först beskrevs av Beamer 1930.  Erythridula cruciformis ingår i släktet Erythridula och familjen dvärgstritar. Inga underarter finns listade i Catalogue of Life.